# Campeonato Sergipano de Futebol de 2018 - Série A2
O Campeonato Sergipano da Série A2 de 2018 foi a 30ª edição do torneio e corresponde à segunda divisão do futebol do estado de Sergipe em 2018.

## Previsões do campeonato
Depois de a competição tomar as maiores proporções da sua história nos anos de 2011 e 2012, de ter uma baixa no ano de 2013 e de ter mostrado uma grande competitividade em 2015 á 2017 a segunda divisão estadual de 2018 pretender ser bem acirrada. Isso porque apenas um clube conquistará o acesso. Por meio de planejamento antecipado Estanciano, América de Propriá e Guarany-SE entram como favorito ao acesso do Sergipano A1 de 2019, correm por fora Sete de Junho e Propriá.
Com as novas medidas tomada pela Federação Sergipana de Futebol de profissionalizar cada vez mais o futebol de Sergipe, muitos clubes tradicionais do estado correm atrás a se adequar as exigências e participar do certame devido. Clubes que estão aptos a jogar a Série A2, América de Propriá, Aracaju, Força Jovem Aquidabã, Independente, Propriá, Guarany-SE, Boquinhense, Canindé, Estanciano e Sete de Junho.

## Formato e regulamento
Os times foram divididos em quatro grupos, com os dois primeiros colocados de cada grupo avançando de fase, de modo que os grupos foram sorteados na sede da federação. 
Foi definido que a segunda fase seria um mata-mata em um único jogo. Na semifinal também seria apenas jogo, sendo o mando de campo dado ao time de melhor campanha na primeira fase. A final seria composta por dois jogos, sendo o segundo jogo realizado na casa do clube de melhor campanha durante toda a competição.
Os cartões amarelos deveriam ser zerados na segunda fase (mata-mata). Também ficou definido que os preços dos ingressos dos clubes mandantes deveriam ser informados através de ofício, na sede da FSF.
Esse o campeonato seria sub-23, de modo que cada equipe poderia contratar até três atletas acima de 23 anos. Por sugestão de Roberto Farias, presidente do Guarany,  e aceita por unanimidade pelos clubes, o troféu de campeão sergipano levou o nome do desportista falecido Juca Bala.

### Critérios de desempate
Em caso de empate por pontos entre dois ou mais clubes, os critérios de desempate são aplicados na seguinte ordem:
1. Número de vitórias;
2. Saldo de gols;
3. Gols pró;
4. Confronto direto;
5. Menor número de cartões vermelhos;
6. Menor número de cartões amarelos;
7. Sorteio.

## Equipes participantes
Abaixo a lista dos participantes do campeonato que acontecera no segundo semestre de 2018. As equipes tem sua participação confirmada pela Federação Sergipana de Futebol e poderá haver desistência de algum clube até o inicio da competição.
| Baixa | Equipes rebaixadas da Série A1 de 2017 |

- AME ^ : O América de Propriá Pediu afastamento das competições profissionais até 2021, alegando deficiência de recursos financeiros, tendo em vista que a Série A2 de 2018 e 2019 só premiará uma vaga para a Elite do Futebol Sergipano.[4]

- ARA ^ : O Aracaju FC irá mandar suas partidas como mandante no Estádio de Futebol João Cruz localizado na cidade da Barra dos Coqueiros, RM de Aracaju.

- SCR ^ : O Santa Cruz irá mandar suas partidas como mandante no Estádio Ariston Azevedo em Nossa Senhora das Dores.

- CTB ^ : O Coritiba-SE irá mandar suas partidas como mandante no O Titão localizado na cidade de Frei Paulo.

## Primeira fase
Dezenove equipes protocolaram ofício na secretaria da FSF para participarem do estadual. No entanto, A Associação Desportiva Atlética Gloriense não conseguiu atender os requisitos para disputar o campeonato. Como o América de Propriá pediu afastamento das competições por motivos financeiros, a primeira fase contou com 17 equipes. No dia 18 de junho, foram divulgados os grupos e as rodadas da primeira fase do campeonato. O estadual começou no dia 18 de agosto.

### Grupo A
| Pos | Times           | Pts | J | V | E | D | GP | GC | SG  |
| --- | --------------- | --- | - | - | - | - | -- | -- | --- |
| 1   | Sete de Junho   | 14  | 6 | 4 | 2 | 0 | 17 | 4  | +13 |
| 2   | Lagartense      | 13  | 6 | 4 | 1 | 1 | 16 | 3  | +13 |
| 3   | Coritiba-SE     | 7   | 6 | 2 | 1 | 3 | 10 | 8  | -3  |
| 4   | Independente-SE | 0   | 6 | 0 | 0 | 6 | 3  | 26 | -24 |

|                 | CTB   | IND   | ACL   | STJ   |
| --------------- | ----- | ----- | ----- | ----- |
| Coritiba-SE     | —     | 5 – 1 | 1 – 2 | 0 – 0 |
| Independente-SE | 0 – 2 | —     | 0 – 4 | 0 – 6 |
| Lagartense      | 3 – 0 | 7 – 1 | —     | 0 – 0 |
| Sete de Junho   | 3 – 2 | 7 – 1 | 1 – 0 | —     |

|  |                     |  |        |  |                      |
|  | Vitória do Mandante |  | Empate |  | Vitória do Visitante |

### Grupo B
| Pos | Times                | Pts | J | V | E | D | GP | GC | SG |
| --- | -------------------- | --- | - | - | - | - | -- | -- | -- |
| 1   | Estanciano           | 13  | 6 | 4 | 1 | 1 | 10 | 3  | +7 |
| 2   | Botafogo-SE          | 8   | 6 | 2 | 2 | 2 | 6  | 4  | -1 |
| 3   | América de Pedrinhas | 6   | 6 | 1 | 3 | 2 | 3  | 10 | -3 |
| 4   | Boquinhense          | 5   | 6 | 1 | 2 | 3 | 4  | 7  | -5 |

|             | APE   | BOQ   | BOT   | EST   |
| ----------- | ----- | ----- | ----- | ----- |
| América     | —     | 0 – 0 | 4 – 1 | 1 – 2 |
| Boquinhense | 2 – 2 | —     | 0 – 1 | 2 – 0 |
| Botafogo-SE | 0 – 0 | 2 – 0 | —     | 1 – 1 |
| Estanciano  | 2 – 0 | 2 – 0 | 3 – 1 | —     |

|  |                     |  |        |  |                      |
|  | Vitória do Mandante |  | Empate |  | Vitória do Visitante |

### Grupo C
| Pos | Times                | Pts | J | V | E | D | GP | GC | SG  |
| --- | -------------------- | --- | - | - | - | - | -- | -- | --- |
| 1   | Guarany-SE           | 16  | 6 | 5 | 1 | 0 | 13 | 3  | +8  |
| 2   | Canindé              | 13  | 6 | 4 | 1 | 1 | 11 | 3  | +8  |
| 3   | Propriá              | 4   | 6 | 1 | 1 | 4 | 6  | 14 | -8  |
| 4   | Força Jovem Aquidabã | 1   | 6 | 0 | 1 | 5 | 1  | 11 | -10 |

|                      | AQB   | CAN   | GUA   | PRO   |
| -------------------- | ----- | ----- | ----- | ----- |
| Força Jovem Aquidabã | —     | 0 – 1 | 0 – 2 | 1 – 2 |
| Canindé              | 4 – 0 | —     | 0 – 0 | 4 – 1 |
| Guarany-SE           | 2 – 0 | 2 – 0 | —     | 6 – 3 |
| Propriá              | 0 – 0 | 0 – 2 | 0 – 1 | —     |

|  |                     |  |        |  |                      |
|  | Vitória do Mandante |  | Empate |  | Vitória do Visitante |

### Grupo D
| Pos | Times            | Pts | J | V | E | D | GP | GC | SG  |
| --- | ---------------- | --- | - | - | - | - | -- | -- | --- |
| 1   | Maruinense       | 20  | 8 | 6 | 2 | 0 | 15 | 2  | +13 |
| 2   | Santa Cruz       | 11  | 8 | 3 | 2 | 3 | 7  | 8  | -1  |
| 3   | Rosário Central  | 10  | 8 | 3 | 1 | 4 | 8  | 8  | 0   |
| 4   | Aracaju          | 8   | 8 | 2 | 2 | 4 | 2  | 10 | -8  |
| 5   | Desportiva Barra | 7   | 8 | 2 | 1 | 5 | 5  | 9  | -4  |

|                  | ARA   | DBA   | MAR   | RCE   | SCR   |
| ---------------- | ----- | ----- | ----- | ----- | ----- |
| Aracaju          | —     | 0 – 0 | 0 – 4 | 1 – 0 | 0 – 3 |
| Desportiva Barra | 2 – 0 | —     | 0 – 2 | 0 – 2 | 0 – 1 |
| Maruinense       | 1 – 0 | 1 – 0 | —     | 3 – 0 | 1 – 1 |
| Rosário Central  | 0 – 1 | 3 – 0 | 1 – 1 | —     | 1 – 2 |
| Santa Cruz       | 0 – 0 | 0 – 3 | 0 – 2 | 0 – 1 | —     |

|  |                     |  |        |  |                      |
|  | Vitória do Mandante |  | Empate |  | Vitória do Visitante |

## Fase final
Em itálico, os times que possuem o mando de campo no primeiro jogo do confronto e em negrito os times classificados.
|  | Quartas de final              | Quartas de final              | Quartas de final              | Quartas de final              |               |   | Semifinais    | Semifinais    | Semifinais    | Semifinais    |   |   | Final                         | Final                         | Final                         | Final                         |  |  |
|  | 30 de Setembro e 3 de Outubro | 30 de Setembro e 3 de Outubro | 30 de Setembro e 3 de Outubro | 30 de Setembro e 3 de Outubro |               |   | 10 de Outubro | 10 de Outubro | 10 de Outubro | 10 de Outubro |   |   | 14 de Outubro e 21 de Outubro | 14 de Outubro e 21 de Outubro | 14 de Outubro e 21 de Outubro | 14 de Outubro e 21 de Outubro |  |  |
|  |                               |                               |                               |                               |               |   |               |               |               |               |   |   |                               |                               |                               |                               |  |  |
|  | Sete de Junho                 | 2                             |                               | 2                             |               |   |               |               |               |               |   |   |                               |                               |                               |                               |  |  |
|  | Botafogo-SE                   | 0                             |                               | 0                             |               |   |               |               |               |               |   |   |                               |                               |                               |                               |  |  |
|  | Botafogo-SE                   | 0                             |                               | 0                             | Sete de Junho | 1 |               | 1 (3)         |               |               |   |   |                               |                               |                               |                               |  |  |
|  |                               |                               |                               |                               | Sete de Junho | 1 |               | 1 (3)         |               |               |   |   |                               |                               |                               |                               |  |  |
|  |                               | Estanciano                    | 1                             |                               | 1 (5)         |   |               |               |               |               |   |   |                               |                               |                               |                               |  |  |
|  | Estanciano                    | Estanciano                    | 1                             | 2                             | 1 (5)         |   | 2             |               |               |               |   |   |                               |                               |                               |                               |  |  |
|  | Estanciano                    |                               |                               | 2                             |               |   | 2             |               |               |               |   |   |                               |                               |                               |                               |  |  |
|  | Lagartense                    | 1                             |                               | 1                             |               |   |               |               |               |               |   |   |                               |                               |                               |                               |  |  |
|  | Lagartense                    | 1                             |                               |                               |               |   |               |               |               | Estanciano    | 1 | 1 | 2                             |                               |                               |                               |  |  |
|  |                               |                               |                               |                               |               |   |               |               |               |               | 1 | 1 | 2                             |                               |                               |                               |  |  |
|  |                               | Guarany-SE                    | 1                             | 2                             | 3             |   |               |               |               |               |   |   |                               |                               |                               |                               |  |  |
|  | Maruinense                    | Guarany-SE                    | 1                             | 2                             | 3             | 4 |               | 4             |               |               |   |   |                               |                               |                               |                               |  |  |
|  | Maruinense                    |                               |                               |                               |               | 4 |               | 4             |               |               |   |   |                               |                               |                               |                               |  |  |
|  | Canindé                       | 1                             |                               | 1                             |               |   |               |               |               |               |   |   |                               |                               |                               |                               |  |  |
|  | Canindé                       | 1                             |                               | 1                             | Maruinense    | 2 |               | 2 (4)         |               |               |   |   |                               |                               |                               |                               |  |  |
|  |                               |                               |                               |                               | Maruinense    | 2 |               | 2 (4)         |               |               |   |   |                               |                               |                               |                               |  |  |
|  |                               | Guarany-SE                    | 2                             |                               | 2 (5)         |   |               |               |               |               |   |   |                               |                               |                               |                               |  |  |
|  | Guarany-SE                    | Guarany-SE                    | 2                             | 2                             | 2 (5)         |   | 2             |               |               |               |   |   |                               |                               |                               |                               |  |  |
|  | Guarany-SE                    |                               |                               | 2                             |               |   | 2             |               |               |               |   |   |                               |                               |                               |                               |  |  |
|  | Santa Cruz                    | 1                             |                               | 1                             |               |   |               |               |               |               |   |   |                               |                               |                               |                               |  |  |

### Finais
| Domingo, 14 de outubro | Estanciano | 1 – 1 | Guarany-SE | Augusto Franco, Estância                |
| 15:00                  |            |       |            | Público: pagantes Renda: R$ Árbitro: SE |

| Domingo, 21 de outubro | Guarany-SE | 2 – 1 | Estanciano | Caio Feitosa, Porto da Folha            |
| 15:00                  |            |       |            | Público: pagantes Renda: R$ Árbitro: SE |

### Premiação
| Campeonato Sergipano de 2018 Série A2 |
| Porto da Folha                        |
| ------------------------------------- |
| Guarany-SE Campeão (3º título)        |

## Estatísticas

### Artilharia
2 gols (6)
- Hudson (Maruinense)
- Jean Cassio (Canindé)
- Jose Ailton (Lagartense)
- Lussandro (Lagartense)
- Matheus (Maruinense)
- Ronemarques (Maruinense)

1 gol (24)
- Antonio Marcos (Guarany-SE)
- Bruno Alves (Estanciano)
- Danilo Bezerra (Santa Cruz)
- Daniel Henrique (Guarany-SE)
- Diego Douglas (Botafogo-SE)
- Eliomar (Guarany-SE)
- Erich (Santa Cruz)
- Fabio Nery (Independente-SE)
- Givaldo (Aracaju)
- Jackson (Rosário Central)
- Janisson (Santa Cruz)
- Jean Lima (Santa Cruz)
- Jonathan Tenorio (Estanciano)
- Jonatas Santos (Estanciano)
- Klayton Ariel (Lagartense)
- Lucas Candido (Canindé)
- Lucas Rodrigues (Propriá)
- Luciano (Guarany-SE)
- Luiz Otavio (Lagartense)
- Matheus Rodrigues (Estanciano)
- Marcos Vinicius (Lagartense)
- Rodrigo Barbosa (Lagartense)
- Wesley Lima (América de Pedrinhas)
- Wesley Assis (Canindé)

Gols contra

### Rodadas na liderança
Em negrito, os clubes que mais permaneceram na liderança.
| 1          | 2        | 3             | 4             | 5             | 6             |            |            |            |            |
| CORITIBA   | CORITIBA | SETE DE JUNHO | SETE DE JUNHO | SETE DE JUNHO | SETE DE JUNHO |            |            |            |            |
| Grupo B    |          |               |               |               |               |            |            |            |            |
| 1          | 2        | 3             | 4             | 5             | 6             |            |            |            |            |
| ESTANCIANO |          |               |               |               |               |            |            |            |            |
| Grupo C    |          |               |               |               |               |            |            |            |            |
| 1          | 2        | 3             | 4             | 5             | 6             |            |            |            |            |
| GUARANY    |          |               |               |               |               |            |            |            |            |
| Grupo D    |          |               |               |               |               |            |            |            |            |
| 1          | 2        | 3             | 4             | 5             | 6             | 7          | 8          | 9          | 10         |
| MAR        | ARA      | MARUINENSE    | MARUINENSE    | MARUINENSE    | MARUINENSE    | MARUINENSE | MARUINENSE | MARUINENSE | MARUINENSE |

### Rodadas na lanterna
Em negrito, os clubes que mais permaneceram na lanterna.
| 1            | 2       | 3                | 4                | 5                | 6                |         |         |         |     |
| INDEPENDENTE |         |                  |                  |                  |                  |         |         |         |     |
| Grupo B      |         |                  |                  |                  |                  |         |         |         |     |
| 1            | 2       | 3                | 4                | 5                | 6                |         |         |         |     |
| BOQUINHENSE  |         |                  |                  |                  |                  |         |         |         |     |
| Grupo C      |         |                  |                  |                  |                  |         |         |         |     |
| 1            | 2       | 3                | 4                | 5                | 6                |         |         |         |     |
| CAN          | PROPRIÁ | PROPRIÁ          | AQUIDABÃ         | AQUIDABÃ         | AQUIDABÃ         |         |         |         |     |
| Grupo D      |         |                  |                  |                  |                  |         |         |         |     |
| 1            | 2       | 3                | 4                | 5                | 6                | 7       | 8       | 9       | 10  |
| DBA          | SCR     | DESPORTIVA BARRA | DESPORTIVA BARRA | DESPORTIVA BARRA | DESPORTIVA BARRA | ARACAJU | ARACAJU | ARACAJU | DBA |